# Bogserbåten Hamnen
Bogserbåten Hamnen var en svensk bogserbåt som ägdes av Halmstads hamn och hade hemmahamn i Halmstad. Hon var Halmstads hamns första bogserbåt och tjänstgjorde där 1902-1930.
Hamnen byggdes 1902 vid Göteborgs Mekaniska Verkstad AB i Göteborg. Hon såldes 1930 till Aalborgs Bugserselskab A/S i Aalborg i Danmark och döptes om till Dan. Hon överfördes 1946 till Em. Z. Svitzer A/S i Köpenhamn, byggdes om, motoriserades 1948 och döptes om till Uranus. Hon skrotades 1982.